# Jacques Audibert
Pour les articles homonymes, voir Audibert.
Jacques Audibert est un diplomate et cadre dirigeant d’entreprise français né à Strasbourg le 29 octobre 1960. De juillet 2009 à mai 2014 il est directeur politique du Ministère des Affaires Etrangères. Du 31 juillet 2014 au 14 mai 2017, il est le conseiller diplomatique du président François Hollande. Depuis le 1er juin 2018 il est secrétaire général du groupe Suez.

## Biographie
Après une formation au Centre universitaire d'enseignement du journalisme, il intègre l’ENA en 1985 (promotion Michel de Montaigne). La même année il termine le Rallye Monte-Carlo à la 69ème place. À sa sortie de l’ENA en juin 1988, il devient conseiller technique au cabinet du ministre de l'Industrie et de l'Aménagement du territoire, Roger Fauroux (1988-1989). Il est ensuite deuxième secrétaire à l'ambassade de France à Bonn (1989-1993) puis chargé du suivi des dossiers concernant les affaires stratégiques à la direction des affaires stratégiques, de sécurité et de désarmement au ministère des Affaires étrangères (1993-1994) et chargé de mission auprès du directeur général des affaires politiques et de sécurité au ministère des Affaires étrangères (1994-1995). 
Conseiller culturel et de coopération scientifique et technique à l'ambassade de France au Vietnam (1995-1997), il devient directeur adjoint du centre d'analyse et de prévision au ministère des Affaires étrangères (1997-1998) puis conseiller diplomatique au cabinet du ministre de la Défense, Alain Richard (1998-2001). Militant convaincu de l’Europe de la défense, il participe à la conférence de Saint-Malo qui jette les bases de la défense européenne entre la France et le Royaume Uni en décembre 1999.
Il est ensuite consul général à Québec (juillet 2001-septembre 2004), ministre-conseiller à l'ambassade de France à Londres (septembre 2004-juin 2008) puis directeur des affaires stratégiques, de sécurité et du désarmement à l'administration centrale du ministère des Affaires étrangères (juin 2008-juin 2009) Il est directeur général des affaires politiques et de sécurité au ministère des Affaires étrangères et européennes (juillet 2009-mai 2014),. Il est en particulier durant cinq années le représentant de la France aux négociations du groupe des « cinq plus un » (France, Royaume-Uni, Etats-Unis, Russie, Chine, Allemagne) qui mène avec Téhéran les négociations sur le nucléaire iranien. Ces négociations ont abouti à l’accord dit JCPOA le 14 juillet 2015.

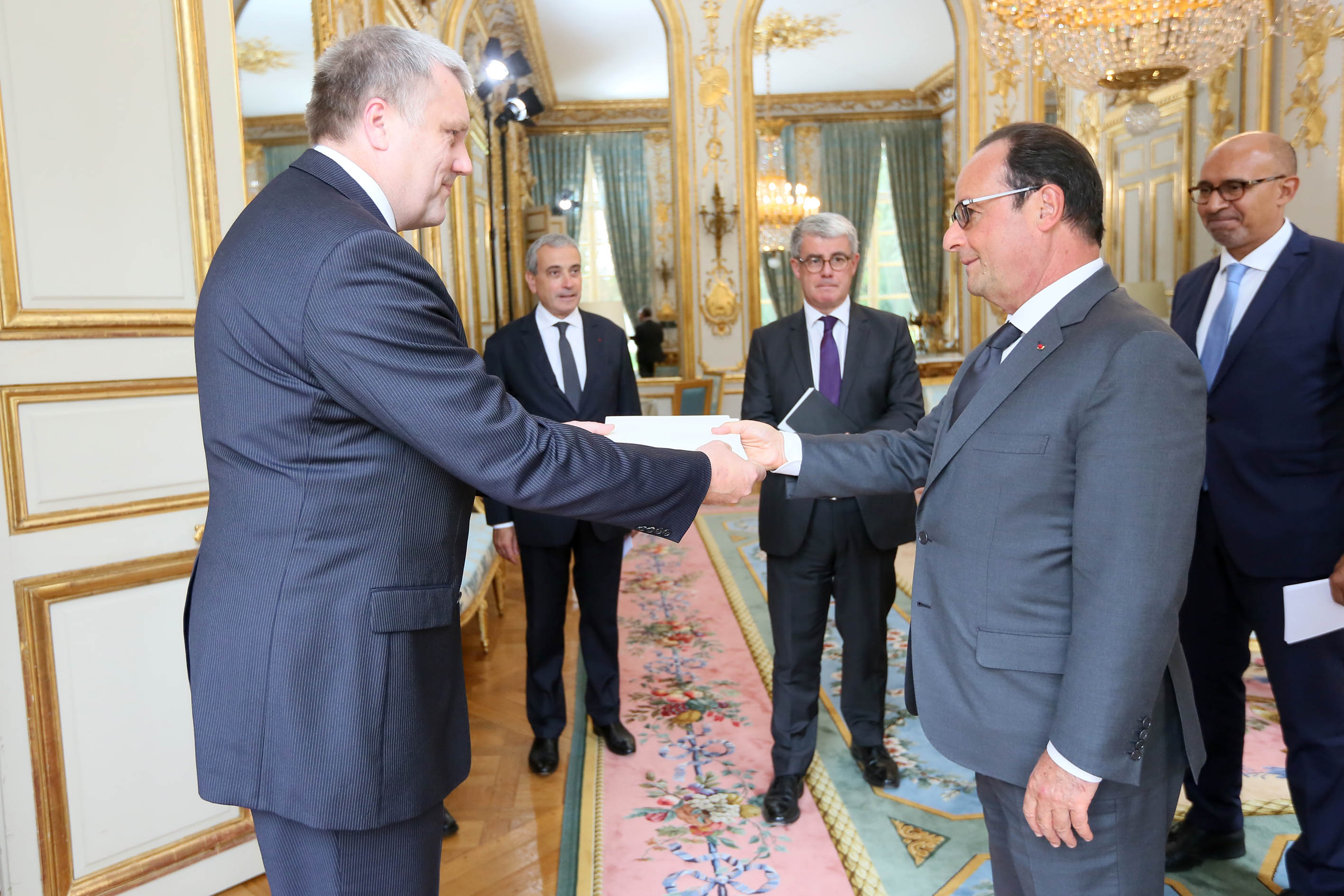
L'ambassadeur d'Estonie Alar Streimann remet ses lettres de créance à François Hollande le 8 septembre 2015. Au second plan : Jacques Audibert et Harlem Désir.

Considéré comme un diplomate «  de gauche », il rejoint le cabinet de François Hollande comme conseiller, sherpa G7-G8 à la présidence de la République (mai 2014-juillet 2014), avant de succéder à Paul Jean-Ortiz (décédé le 31 juillet 2014) comme conseiller diplomatique du président de la République française,, et sherpa G7-G20. Avec son collègue allemand Christoph Heusgen, il a lancé les négociations du « format Normandie » en provoquant, le 6 juin 2014, la première rencontre entre le président Poutine et le président ukrainien Porochenko sous l'égide du président Hollande et de la chancelière Merkel. Cette rencontre qui s'est déroulée en Normandie en marge des célébrations du débarquement, a été le premier jalon d'un processus où l’Allemagne et la France s'efforcent de trouver une solution à la crise entre la Russie et l'Ukraine après l'annexion de la Crimée et la guerre du Donbass.    
Le journaliste René Backmann indique qu'en tant que conseiller diplomatique de François Hollande, il « a eu une attitude particulièrement dure lors des négociations sur le nucléaire iranien, au point de provoquer une interruption des pourparlers », et qu'il « est connu depuis longtemps, à la fois comme un néoconservateur de bonne compagnie et proche du PS ». Hadrien Desuin le décrit également comme étant l'un des principaux représentants de la génération de diplomates « ultra-atlantistes » mise en place par Bernard Kouchner et Alain Juppé. Dans une interview au journal Le Monde (26 mai 2017), Jacques Audibert fait le bilan de son action diplomatique et souligne que la France ne s’est jamais mise « à la remorque des Etats-Unis » (« nous avons essayé d’entraîner Obama dans une intervention en Syrie, et il n’a pas voulu »).
En juillet 2017, il devient secrétaire général adjoint du groupe Suez,. Il est nommé secrétaire général du groupe le 1er juin 2018.